# Vitaliy Popkov
Pour les articles homonymes, voir Popkov.
Vitaliy Popkov, né le 16 juin 1983 à Novosselytsia, est un coureur cycliste ukrainien, ancien membre de l'équipe ISD Continental de 2007 à 2014. Il a été vice-champion du monde de poursuite par équipes en 2007 à Palma de Majorque.

## Palmarès sur piste

### Championnats du monde
- Palma de Majorque 2007
  -  Médaillé d'argent de la poursuite par équipes
- Melbourne 2012
  - 13e de la poursuite par équipes
- Cali 2014
  - 13e de la poursuite par équipes

### Coupe du monde
- 2002
  - 2e de la poursuite par équipes à Moscou
- 2003
  - 1er de la poursuite par équipes au Cap (avec Alexander Simonenko, Volodymyr Zagorodny, Volodymyr Dyudya)
- 2004
  - 2e de la poursuite par équipes à Moscou
- 2004-2005
  - 1er de la poursuite par équipes à Moscou (avec Volodymyr Dyudya, Roman Kononenko, Volodymyr Zagorodny)
- 2005-2006
  - 2e de la poursuite par équipes à Sydney
  - 3e de la poursuite par équipes à Moscou
- 2006-2007
  - 1er de la poursuite à Los Angeles
  - 1er de la poursuite par équipes à Los Angeles (avec Lyubomyr Polatayko, Maxim Polischuk, Vitaliy Shchedov)
- 2007-2008
  - 3e de la poursuite par équipes à Los Angeles
- 2009-2010
  - 1er de la poursuite à Cali

### Championnats d'Europe
- Champion d'Europe de poursuite par équipes espoirs en 2002, 2003, 2004

## Palmarès sur route

### Par années
| - 2008 - 2e du Kirschblütenrennen - 2009 - Tour de Szeklerland : - Classement général - 1re étape - 2e du Mémorial Oleg Dyachenko - 2010 - Champion d'Ukraine sur route - Champion d'Ukraine du contre-la-montre - Grand Prix de Donetsk - Grand Prix d'Adyguée : - Classement général - Prologue et 3e étape - 3e étape des Cinq anneaux de Moscou - Grand Prix Jasnej Góry - Rogaland Grand Prix - 1re étape du Tour of Szeklerland - 3e des Cinq anneaux de Moscou - 2012 - Grand Prix de Moscou - Race Horizon Park - 6e étape de la Course de Solidarność et des champions olympiques - 4e étape du Dookoła Mazowsza - Classement général du Tour of Szeklerland - 2e du Grand Prix Kralovehradeckeho kraje - 3e du Tour de Chine II | - 2013 - 1re étape du Grand Prix de Sotchi - 2e étape du Grand Prix d'Adyguée - 3e étape du Tour d'Azerbaïdjan - Course de Solidarność et des champions olympiques : - Classement général - 1re étape - 3ea étape du Tour of Szeklerland (contre-la-montre) - 2e du Grand Prix d'Adyguée - 2e du Tour of Szeklerland - 3e du Grand Prix de Sotchi - 3e de Košice-Miskolc |  |

### Classements mondiaux
| Année           | 2009 | 2010 | 2011 | 2012 | 2013 |
| --------------- | ---- | ---- | ---- | ---- | ---- |
| UCI Asia Tour   |      |      |      | 66e  |      |
| UCI Europe Tour | 76e  | 34e  | 582e | 51e  | 18e  |